# Ekvatorialni obroč
Ekvatoriálni obróč je bila astronomska merilna priprava v helenističnem svetu za določevanja točnega datuma pomladnega in jesenskega enakonočja. Evatorialni obroči so stali pred templji v Aleksandriji, na Rodu in morda na drugih krajih za koledarske namene.
Najlažje si je predstavljati razumevanje rabe ekvatorialnega obroča z obročem postavljenim navpično na ravnino vzhod-zahod na Zemljinem ekvatorju (zemljepisna širina φ = 0°). V času enakonočij bo Sonce vzšlo točno na vzhodu, se gibalo relativno prek nadglavišča in zašlo točno na zahodu. Čez dan bo spodnja polovica obroča v senci, ki jo povzroča zgornja polovica obroča. Druge dni v letu Sonce prečka severni ali južni del obroča, in osvetljuje spodnjo polovico. Za zemljepisne širine različne od ekvatorja, je treba obroč postaviti le pod pravilnim kotom v ekvatorski ravnini. Na Zemljinih tečajih (φ = ±90°) bi ležal obroč vodoravno.
Premer ekvatorskega obroča je bil približno en ali dva kubita (450 do 900 mm). Ker Sonce ni točkovno svetilo, je širina sence na spodnji polovici obroča malo manjša od širine obroča. S spremljanjem usredinjenja sence na obroču se lahko določi čas enakonočja do ure točno. Če čas enakonočja pade na noč, ali če je nebo oblačno, se lahko naredi interpolacija med dvodnevnima meritvama.
Glavna slabost ekvatorialnega obroča je zahteva po zelo točni poravnavi, ker se lahko drugače pojavijo napačne meritve. Ptolemaj je v Almagestu omenil, da se je eden od ekvatorialnih obročev v Aleksandriji malo premaknil, kar je pomenilo, da je inštrument kazal na čas enakonočja dvakrat na isti dan. Slabe meritve lahko povzroča tudi lom v ozračju Sonca, ko je blizu obzorja.
Ekvatorialni obroči so sestavni deli tudi armilarnih sfer in ekvatorskih sončnih ur.